# Zeuxidia nicevillei
Zeuxidia nicevillei is een vlinder uit de familie Nymphalidae. De wetenschappelijke naam van de soort is voor het eerst geldig gepubliceerd in 1895 door Hans Fruhstorfer.